# غابة إنيو الوطنية
غابة إنيو الوطنية هي غابة وطنية تابعة للولايات المتحدة تغطي أجزاء من شرق سييرا نيفادا في كاليفورنيا وجبال وايت في كاليفورنيا ونيفادا. تضم الغابة العديد من الغابات الرائعة، بما في ذلك جبل ويتني، أعلى نقطة في الولايات المتحدة المتجاورة؛ وقمة باوندري، أعلى نقطة في نيفادا؛ وغابة الصنوبر الأهلب القديمة، التي تضم أقدم الأشجار الحية في العالم. أُنشئت الغابة، التي تضم جزءًا كبيرًا من وادي أوينز، بواسطة ثيودور روزفلت كوسيلة لتقسيم الأرض لاستيعاب مشروع قناة لوس أنجلوس في عام 1907، مما يجعل غابة إنيو الوطنية واحدة من أقل الغابات غاباتًا في نظام الغابات الوطنية الأمريكية.